# Бобровчек
Бобровчек (словац. Bobrovček) — село, громада округу Ліптовський Мікулаш, Жилінський край, регіон Ліптов. Кадастрова площа громади — 3,43 км².
Населення 179 осіб (станом на 31 грудня 2018 року).

## Географія
Протікає річки Петрушка і Стара Вода.

## Історія
Бобровчек згадується 1231 року.

## Населення
| Рік:            | 1994. | 2004.    | 2014. | 2024.    |
| --------------- | ----- | -------- | ----- | -------- |
| Кількість осіб: | 232   | 200      | 176   | 158      |
| Різниця:        |       | -13,79 % | -12 % | -10,22 % |

| Рік:            | 2023. | 2024.   |
| --------------- | ----- | ------- |
| Кількість осіб: | 165   | 158     |
| Різниця:        |       | -4,24 % |